# Constance Bapela
Constance Bapela (falecida em 16 de fevereiro de 2018) foi uma ex-oradora da cidade sul-africana de Joanesburgo e esposa do Vice-Ministro de Governança Cooperativa e Assuntos Tradicionais Obed Bapela.

## Morte
Bapela morreu de ataque cardíaco, três dias após uma cirurgia, em 16 de fevereiro de 2018.